# Бяконтово (городской округ Мытищи)
Бяконтово — деревня в городском округе Мытищи Московской области России. Население — 6 человек (2010).

## География
Расположена на севере Московской области, в северной части Мытищинского района, у границы с Дмитровским районом, примерно в 26 км к северу от центра города Мытищи и 26 км от Московской кольцевой автодороги. В деревне 5 улиц — Лесная, Луговая, Овражная, Сосновая и Центральная. Ближайшие населённые пункты — деревни Поседкино, Протасово и Рождественно.

## Население
| 1852 | 1859 | 1890 | 1899 | 1926 | 2002 | 2010 |
| ---- | ---- | ---- | ---- | ---- | ---- | ---- |
| 79   | ↘44  | ↗64  | ↘62  | ↗69  | ↘0   | ↗6   |

## История
В середине XIX века сельцо 2-го стана Московского уезда Московской губернии принадлежало Князю Оболенскому, в сельце было 8 дворов и господский дом, крестьян 41 душа мужского пола и 38 душ женского.
В «Списке населённых мест» 1862 года — владельческое сельцо Московского уезда по левую сторону Ольшанского тракта (между Ярославским шоссе и Дмитровским трактом), в 38 верстах от губернского города и 20 верстах от становой квартиры, при пруде, с 12 дворами и 44 жителями (21 мужчина, 23 женщины).
По данным на 1899 год — сельцо Марфинской волости Московского уезда с 62 жителями.
В 1913 году — 11 дворов.
По материалам Всесоюзной переписи населения 1926 года — деревня Рождественского сельсовета Трудовой волости Московского уезда в 9,5 км от Дмитровского шоссе и 11 км от станции Катуар Савёловской железной дороги, проживало 69 жителей (34 мужчины, 35 женщин), насчитывалось 13 крестьянских хозяйств.
С 1929 года — населённый пункт в составе Коммунистического района Московского округа Московской области. Постановлением ЦИК и СНК от 23 июля 1930 года округа как административно-территориальные единицы были ликвидированы.
1929—1935 гг. — деревня Долгинихинского сельсовета Коммунистического района.
1935—1939 гг. — деревня Долгинихинского сельсовета Дмитровского района.
1939—1960 гг. — деревня Протасовского сельсовета Дмитровского района.
1960—1963, 1965—1994 гг. — деревня Протасовского сельсовета Мытищинского района.
1963—1965 гг. — деревня Протасовского сельсовета Мытищинского укрупнённого сельского района.
1994—2006 гг. — деревня Протасовского сельского округа Мытищинского района.
2006—2015 гг. — деревня сельского поселения Федоскинское Мытищинского района.